# Frederick Perry Stanton

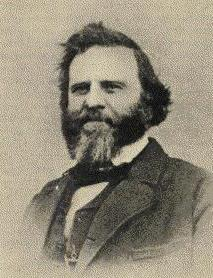
Frederick Perry Stanton

Frederick Perry Stanton (* 22. Dezember 1814 in Alexandria, Virginia; † 4. Juni 1894 in Stanton, Florida) war ein US-amerikanischer Politiker und im Jahr 1857 Gouverneur des Kansas-Territoriums.

## Frühe Jahre und politischer Aufstieg
Frederick Stanton besuchte das Columbian College in Washington, aus dem dann die George Washington University hervorging. Anschließend war er als Lehrer in Virginia und North Carolina tätig. Schließlich entschied er sich für ein Jurastudium. Nach seinem erfolgreichen Examen und seiner Zulassung als Anwalt praktizierte er in Memphis, Tennessee.
Stantons politische Laufbahn begann im Jahr 1844. In diesem Jahr wurde er als Mitglied der Demokratischen Partei für den zehnten Wahlbezirk von Tennessee in das US-Repräsentantenhaus in Washington gewählt. Sein Gegenkandidat, ein gewisser Dr. Christian von der Whig Party, konnte seine Niederlage nicht verwinden und verübte ein Pistolenattentat auf Stanton. Dieser wurde verletzt, überlebte aber den Anschlag. Zwischen dem 4. März 1845 und dem 3. März 1855 war Stanton im Repräsentantenhaus. Dort war er Vorsitzender sowohl des Marineausschusses als auch des Rechtsausschusses.

## Gouverneur des Kansas-Territoriums
Die Quellenangaben über Stantons Zeit in Kansas widersprechen sich. Die Online-Biographie des US-Kongresses führt Stanton als Gouverneur des Kansas-Territoriums mit einer Amtszeit von 1858 bis 1861 auf; diese Angabe kann aber nicht stimmen und widerspricht den Angaben der Kansas Cyclopedie (siehe Weblinks). Laut dieser Darstellung wurde Stanton am 1. April 1857 zum Staatssekretär des Kansas-Territoriums ernannt. Dieses Amt bekleidete er bis zum 21. Dezember 1857. In dieser Zeit musste er zweimal den Gouverneur vertreten. Diese Darstellung erscheint, auch mit Blick auf die weiteren Gouverneure des Kansas-Territoriums, als die Richtige.

## Weiterer Lebenslauf
Nach dem Ausscheiden aus dem Amt des Staatssekretärs erwarb er in der Nähe von Lecompton Land und baute dort eine der teuersten Villen in Kansas. Nachdem Kansas in die Union aufgenommen worden war, bewarb er sich um die Stelle eines US-Senators. Bei der Wahl unterlag er mit nur einer Stimme Unterschied. Nach dem Ausbruch des Bürgerkrieges wechselte er zur Republikanischen Partei. Zeitweise war er für einen Kabinettsposten in der Regierung von Präsident Abraham Lincoln im Gespräch. Dann praktizierte er als Rechtsanwalt in Washington. Später wurde er Präsident der internationalen Friedensbewegung (International Peace League). 1884 besuchte er nochmals Kansas, wo er vor den Veteranen aus seiner Zeit in diesem Staat eine Rede hielt. Im Jahr 1885 zog er aus gesundheitlichen Gründen nach Florida, wo er 1894 verstarb.